# Ammodorcas clarkei
Il dibatag (Ammodorcas clarkei (Thomas, 1891)), noto anche come gazzella di Clarke, è un'aggraziata antilope di medie dimensioni originaria di Etiopia e Somalia. Nonostante non sia propriamente una gazzella, presenta le stesse caratteristiche, con zampe e collo lunghi. Viene spesso confuso con il gerenuk a causa della sorprendente somiglianza tra i due. Misura 103-117 cm di lunghezza testa-corpo e 80-90 cm di altezza al garrese. Il peso oscilla tra i 20 e i 35 kg nei maschi e dai 22 ai 29 kg nelle femmine. Le corna ricurve, presenti solo nei maschi, misurano 10-25 cm di lunghezza. Le parti superiori vanno dal grigio al fulvo, mentre le zone dorsali e laterali vanno dal cannella al rossiccio (bruno-rossastro). Le parti inferiori, il posteriore e l'interno delle zampe sono bianchi. Sono presenti segni ben visibili sulla faccia, ma i fianchi e le natiche ne sono privi.
I dibatag sono vigili e riservati e il mantello marrone fornisce loro un eccellente mimetismo: tutte queste qualità ne hanno fatto una delle antilopi più difficili da cacciare. Sono animali diurni e si spostano in branchi molto piccoli. Entrambi i sessi raggiungono la maturità sessuale tra i 12 e i 18 mesi. La specie è poliginica. Dopo un periodo di gestazione da sei a sette mesi, nasce un unico piccolo. Le nascite avvengono di solito tra settembre e novembre. La speranza di vita media è di 10-12 anni. Un dibatag può occupare territori delimitati con secrezioni delle ghiandole preorbitali, urina o feci. Principalmente brucatori, i dibatag si nutrono di fogliame, giovani germogli e arbusti. Sono perfettamente adattati alla vita negli habitat semiaridi e sono in grado di sopravvivere con pochissima acqua, o addirittura senza.
Diversi fattori, come l'espansione degli insediamenti umani, il degrado ambientale, il bestiame domestico numeroso, disordini politici e conflitti armati all'interno dell'areale e la mancanza di misure di conservazione per due o tre decenni alla fine del XX secolo, hanno attualmente ridotto la popolazione a poche migliaia di capi, ma popolazioni consistenti sono ancora presenti nell'Ogaden meridionale (Etiopia). Il dibatag viene classificato dalla IUCN come «specie vulnerabile» (Vulnerable).

## Tassonomia
Il dibatag venne descritto per la prima volta nel 1891 dallo zoologo britannico Oldfield Thomas, che gli assegnò il nome scientifico Ammodorcas clarkei. È l'unico rappresentante del genere Ammodorcas e appartiene alla famiglia dei Bovidi. Alcuni autori come Rod East dell'IUCN SSC Antelope specialist group lo classificano in una tribù separata, gli Ammodorcadini. Quando nel 1891 Thomas ne studiò per la prima volta degli esemplari provenienti dalla Somalia, osservò che l'animale sembrava combinare le corna di una redunca con i tratti caratteristici di una gazzella (forma del muso, segni facciali e ghiandole preorbitali). All'inizio lo considerò una redunca, anche se sembrava innaturale che un animale simile vivesse nell'arido altopiano sabbioso della Somalia. Thomas originariamente lo classificò come parente stretto del genere Redunca per le somiglianze nella morfologia delle corna e lo collocò sotto il genere Cervicapra. Tuttavia, dopo aver esaminato ulteriori esemplari, lo collocò nel genere separato Ammodorcas. Non ne è stata identificata alcuna sottospecie.
Il dibatag, che tiene la coda nera sollevata quando fugge, deve il nome comune alle parole somale che significano «coda» ed «eretto»: dabu e tag. È conosciuto anche come gazzella di Clarke da T. W. H. Clarke, un australiano appassionato di caccia grossa che fornì l'esemplare tipo.

## Descrizione

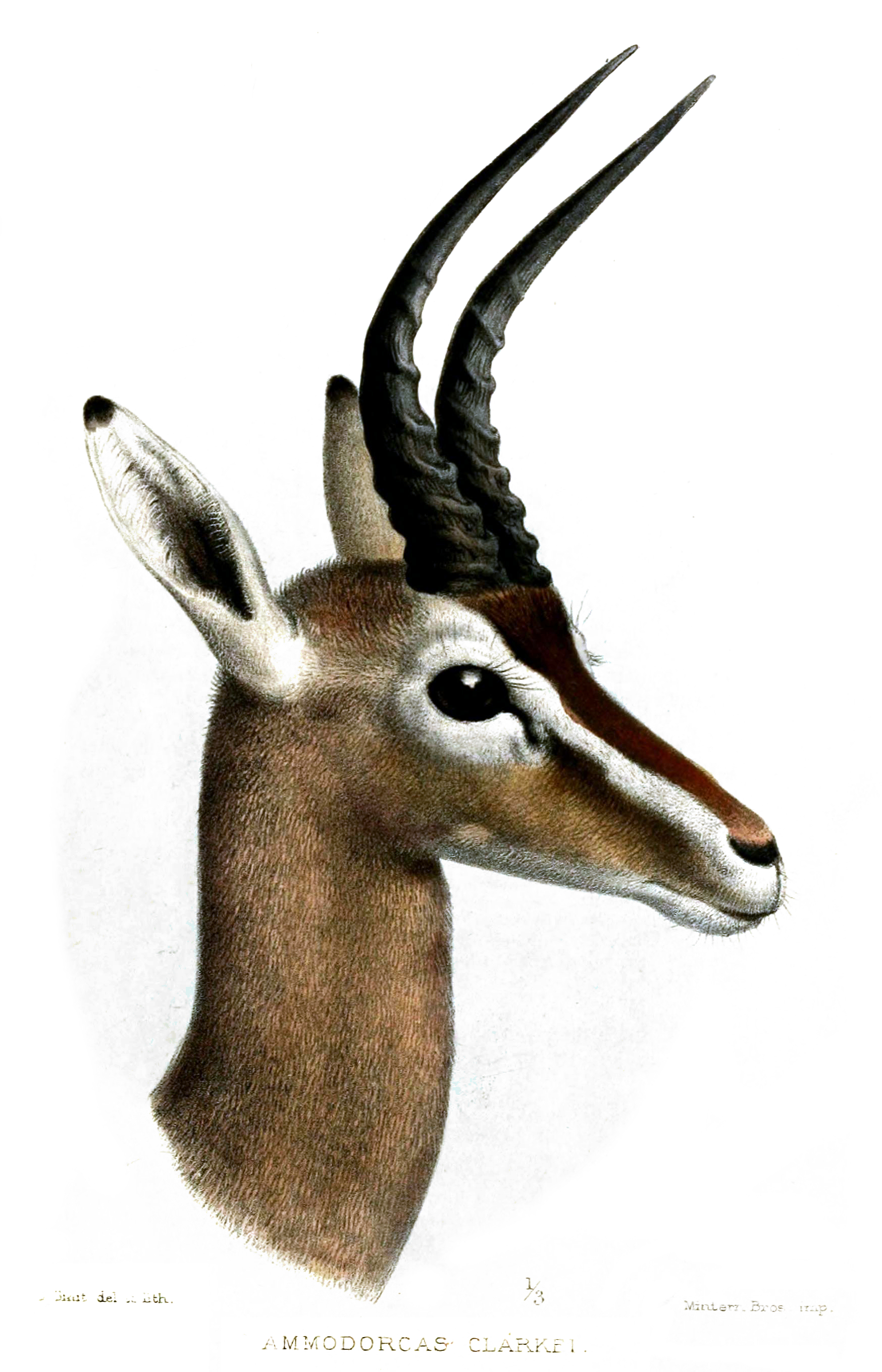
Dettaglio della testa in un disegno di Joseph Smit (1891 ca.)

Il dibatag è un'antilope di medie dimensioni con un corpo snello e collo e zampe lunghi. Misura 103-117 cm di lunghezza testa-corpo e 80-90 cm di altezza al garrese. Il peso oscilla tra i 20 e i 35 kg nei maschi e dai 22 ai 29 kg nelle femmine. La lunga coda scura, che misura 30-36 cm, termina con una nappa arrotondata ma indistinta. Le corna ricurve, simili a quelle della redunca, sono presenti solo nei maschi e hanno le punte acuminate rivolte in avanti. La loro lunghezza in genere varia tra 10 e 25 cm, ma il tassidermista Rowland Ward registrò una lunghezza di 33 cm in un esemplare proveniente dalla Somalia. Il dimorfismo sessuale è ben evidente, in quanto le femmine tendono ad essere più piccole dei maschi e sono prive di corna.

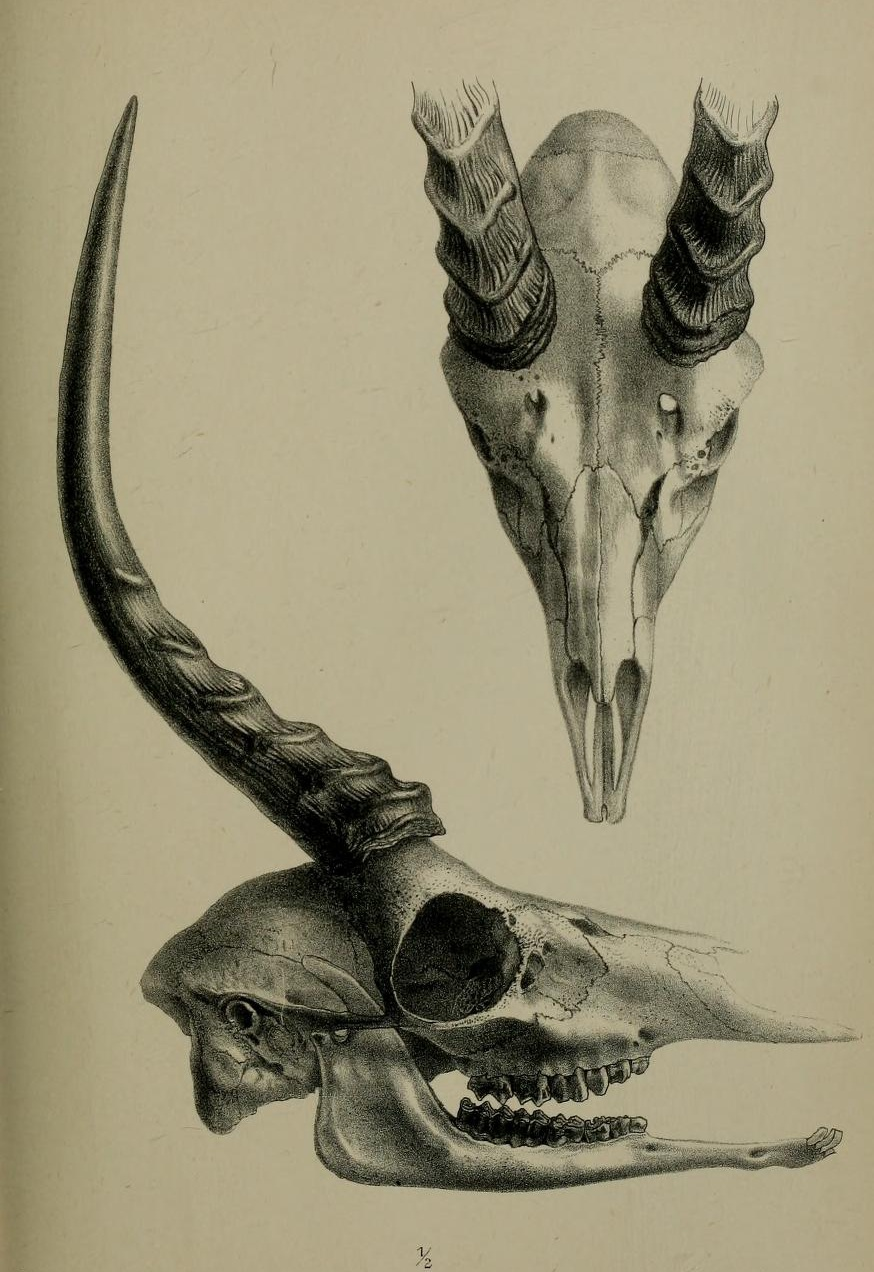
Due vedute del cranio di un maschio

Il dibatag ha una testa piccola, piatta, appuntita e a forma di cuneo, con occhi grandi e orecchie di media grandezza. Una caratteristica che condivide con le gazzelle è la struttura nera e ramificata all'interno delle orecchie. La bocca è molto piccola e il labbro superiore leggermente allungato. Sono presenti segni facciali ben evidenti che ricordano quelli di una gazzella. Una striscia di colore castano corre dalla sommità della testa alle narici lungo il naso, fiancheggiata su entrambi i lati da strisce bianche parallele che circondano gli occhi. Sulla gola c'è una macchia bianca. Il mantello, morbido e liscio, va dal grigio al fulvo nelle parti superiori. La superficie ventrale, il posteriore e l'interno delle zampe sono completamente bianchi, senza segni su fianchi e natiche.
Il dibatag somiglia molto al gerenuk, con il quale condivide l'areale nella Somalia centrale e orientale e nell'Etiopia sud-orientale. Entrambi sono brachiodonti e condividono diverse caratteristiche della faccia e del cranio, insieme a una colorazione bicolore del mantello e a corna forti e spesse (solo nei maschi). Tuttavia, il dibatag presenta anche alcune caratteristiche che lo distinguono dal gerenuk, comprese importanti differenze morfologiche nelle corna e nella struttura del loro nucleo, nella coda, nell'area postorbitale e nei processi basioccipitali. Il gerenuk ha un collo più lungo e pesante e una coda più corta. Una differenza più sottile è l'assenza di un lobo curvato verso l'interno nel bordo inferiore dell'orecchio (vicino all'estremità) nel gerenuk.

## Biologia
I dibatag sono animali diurni. Si spostano da soli o in branchi molto piccoli, più o meno come i gerenuk. Esemplari singoli e coppie sono più frequenti, ma sono stati segnalati anche gruppi di sei individui. In genere si osservano raramente gruppi composti da più di quattro individui. Si ignora quale sia la reazione dei dibatag nei confronti dei gerenuk, in quanto secondo alcune testimonianze i due animali formerebbero associazioni poco coese, mentre secondo altre si eviterebbero a vicenda. Questi animali territoriali possono occupare territori temporanei delimitati con secrezioni delle ghiandole preorbitali, urina o feci. Defecano in punti fissi, formando pile di sterco. I maschi combattono tra loro per difendere il proprio territorio. Una parte consistente degli scontri fisici consiste nell'incrociare le corna e spingere in avanti per cercare di sbilanciare l'avversario, tenendo la testa abbassata con il naso nascosto tra le zampe anteriori per proteggersi.
I dibatag sono perfettamente adattati alla vita negli habitat semiaridi e sono in grado di sopravvivere con pochissima acqua, o addirittura senza, in quanto ricavano la maggior parte del fabbisogno idrico da quel che mangiano. Il collo e gli arti lunghi consentono loro di appoggiare le zampe anteriori sui rami e raggiungere i rami più alti. Il manto marrone li aiuta a nascondersi tra i cespugli. Vigile e riservato, il dibatag si nasconde nella vegetazione rimanendo immobile mentre tiene d'occhio possibili minacce. Quando è allarmato fugge a passo svelto e aggraziato con il collo e la coda eretti. In alcuni casi può anche ricorrere allo stotting (un comportamento proprio delle gazzelle), una sorta di salto con tutti e quattro gli arti in aria, ma questa andatura viene spesso utilizzata in contesti di gioco. Solo quando si sente seriamente minacciato ricorre al galoppo. Tra i suoi predatori figurano il ghepardo, il leone, la iena macchiata, lo sciacallo dalla gualdrappa, il caracal, il licaone e le grandi aquile. Queste ultime di solito prendono di mira i giovani.

### Alimentazione

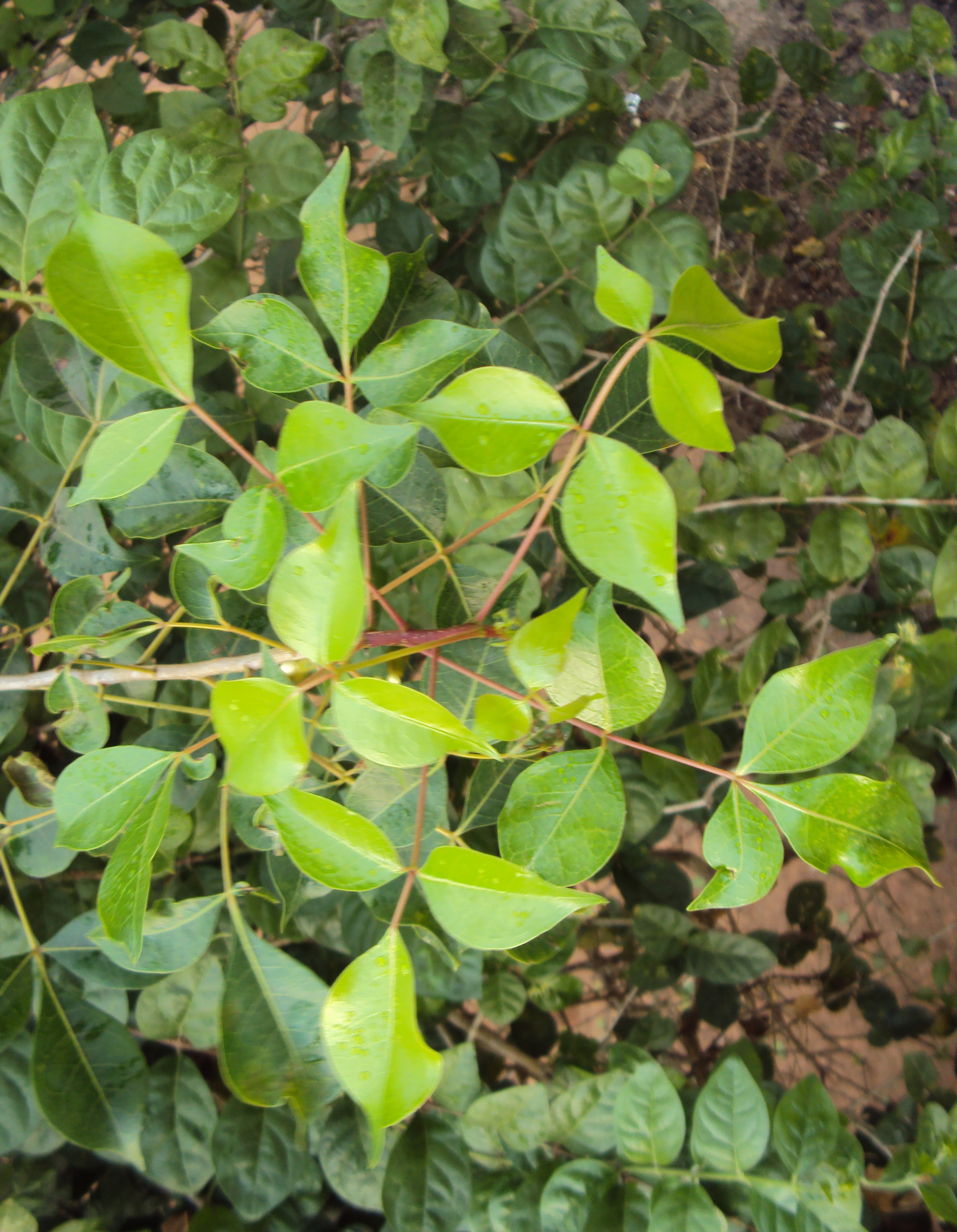
Commiphora, una delle piante preferite dal dibatag

Il dibatag è un tipico brucatore, la cui dieta è costituita da fogliame e giovani germogli e arbusti. Quando si alimenta, limita le attività di foraggiamento ad una piccola area. In natura è stato visto raramente bere acqua. Il labbro superiore allungato facilita l'ingestione della vegetazione spinosa, mentre le foglie vengono strappate con i denti anteriori e le labbra mobili. I dibatag preferiscono le specie dei generi Commiphora, Acacia, Boscia, Dichrostachys e Maerua. Si radunano spesso nelle aree dove crescono boschetti frondosi di Commiphora, le cui foglie e germogli presentano un elevato contenuto di acqua. Nella stagione delle piogge preferiscono le erbe giovani e tenere, mentre nella stagione secca si nutrono di frutta secca, fiori, germogli, arbusti ed erbe alte. Dal momento che brucano da un'ampia varietà di specie, non sembrano avere una dieta specialista.

### Riproduzione
Entrambi i sessi raggiungono la maturità sessuale tra i 12 e i 18 mesi. La specie è poliginica. In alcune zone dell'areale il calore sembra essere correlato con l'inizio della stagione delle piogge. Le osservazioni effettuate allo zoo di Naples mostrano molte somiglianze tra le abitudini di corteggiamento del dibatag e quelle del gerenuk. Il maschio insegue la femmina, procedendo con il corpo sollevato e il naso tenuto bene in alto; usa anche le secrezioni delle ghiandole preorbitali per impregnare del suo odore la femmina sul petto e sul posteriore. Sempre in questi contesti il maschio può mostrare il flehmen, sbattere le zampe, assaggiare l'urina e annusare i genitali della femmina. Una volta a stretto contatto con la femmina, solleva lentamente una zampa anteriore tra le zampe posteriori della compagna, per poi accoppiarsi con lei.
Dopo un periodo di gestazione da sei a sette mesi, nasce un unico piccolo. Le nascite avvengono di solito tra settembre e novembre, ma sono stati segnalati parti anche a giugno e luglio. La speranza di vita media è di 10-12 anni. Il neonato rimane nascosto per una o due settimane, con la madre nelle vicinanze. Non sono disponibili ulteriori informazioni sulle cure parentali. La speranza di vita media è di 10-12 anni.

## Distribuzione e habitat

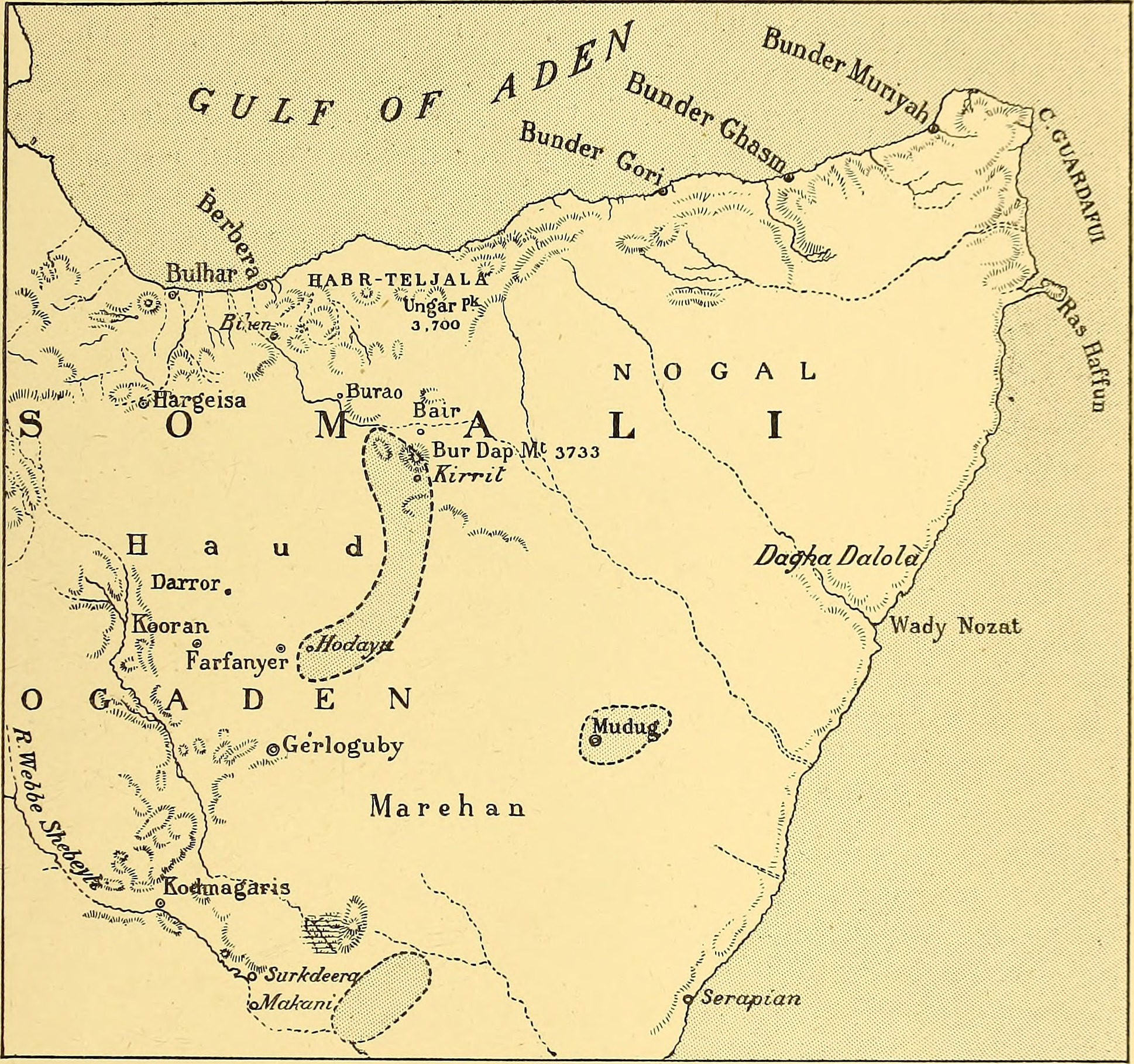
Mappa del 1894 con l'areale storico del dibatag nel Somaliland

I dibatag occupano tipi di habitat differenti. Occasionalmente possono visitare anche zone alberate, ma sembrano essere più frequenti nelle aree in cui crescono gli arbusti di Commiphora. Si incontrano ad altitudini comprese tra 200 e 1200 m. La preferenza dell'habitat non varia in modo significativo con le stagioni. Uno studio pubblicato nel 1972 rilevò un numero maggiore di esemplari nelle zone più ricche di terre rosse.
Il dibatag è endemico delle boscaglie sempreverdi della regione dell'Ogaden, nell'Etiopia sud-orientale, e delle zone adiacenti della Somalia settentrionale e centrale. In passato il suo areale comprendeva il territorio compreso tra le zone meridionali della Somalia settentrionale, l'Etiopia sud-orientale e la Somalia centrale (tra la costa dell'Oceano Indiano e il fiume Fafen a ovest e lo Uebi Scebeli a sud-ovest). Una pittura rupestre raffigurante due dibatag scoperta sulla sponda occidentale del Nilo a nord della diga di Assuan, in Egitto, suggerisce che durante il periodo predinastico l'areale della specie si sia ritirato verso sud.
Al giorno d'oggi, tuttavia, il dibatag è scomparso dalla maggior parte del suo areale storico. Dal 1985 al 2006, nell'arco di due decenni, è stato stimato che la popolazione originaria sia diminuita di oltre il 30%. Nell'Ogaden settentrionale l'animale è divenuto molto raro a causa dell'elevata densità di insediamenti umani e del gran numero di pastori armati e del loro bestiame. Tuttavia, nell'Ogaden meridionale, è ancora comune grazie alla maggiore varietà di flora spontanea e del minor numero di insediamenti umani.

## Conservazione
La siccità e il degrado ambientale rappresentano i principali fattori di minaccia in tutto l'areale. In Somalia, le misure di conservazione sono state ostacolate dalla mancanza di stabilità politica dovuta a conflitti protrattisi per due o tre decenni durante la seconda metà del XX secolo. Durante questo periodo l'habitat del dibatag è stato influenzato negativamente dallo sfruttamento eccessivo della fauna selvatica, dalla diffusione delle armi e dalla deforestazione. In Etiopia la caccia rappresenta la minaccia più grave per la specie: la gente del posto sostiene che la carne del dibatag sia una delle migliori per il suo sapore eccellente. Tuttavia il manto marrone, la vigilità e la timidezza rendono molto difficile dargli la caccia nei fitti cespugli rispetto ad altre specie di antilope.
Il dibatag è stato riconosciuto come «specie vulnerabile» (Vulnerable) dall'Unione internazionale per la conservazione della natura (IUCN). Non figura tuttavia nell'elenco delle specie protette dalla Convenzione di Washington (CITES) e nel suo areale non vi sono aree protette. Non è stato possibile effettuare stime o indagini sulla popolazione nei tre decenni compresi tra gli anni '60 e '90 a causa di disordini politici e conflitti armati che hanno infiammato la regione. L'entità della popolazione sopravvissuta è sconosciuta. Nel 1998, Rod East stimò che la popolazione comprendesse solo poche migliaia di esemplari, data una superficie totale dell'areale rimanente di 10000 km² e una densità di popolazione compresa tra 0,1 e 0,3 esemplari per chilometro quadrato. Nel 2006, la popolazione dell'Ogaden veniva stimata in 1500 capi. Lo scenario in Somalia è ancora più cupo: i dibatag sono stati oggetto di una caccia eccessiva e il loro habitat rischia di essere distrutto dal pascolo del bestiame. Anche la siccità costituisce una minaccia. All'inizio degli anni '80 era quasi scomparso dalla maggior parte del paese e, sebbene la gente del posto affermasse di averne osservato degli esemplari nell'entroterra della costa centrale anche alla fine degli anni '80, da allora non sono state condotte indagini a supporto. Non ne sono note popolazioni in cattività.